# Tour ombilicale
 (septembre 2024).
Si vous disposez d'ouvrages ou d'articles de référence ou si vous connaissez des sites web de qualité traitant du thème abordé ici, merci de compléter l'article en donnant les références utiles à sa vérifiabilité et en les liant à la section « Notes et références ».

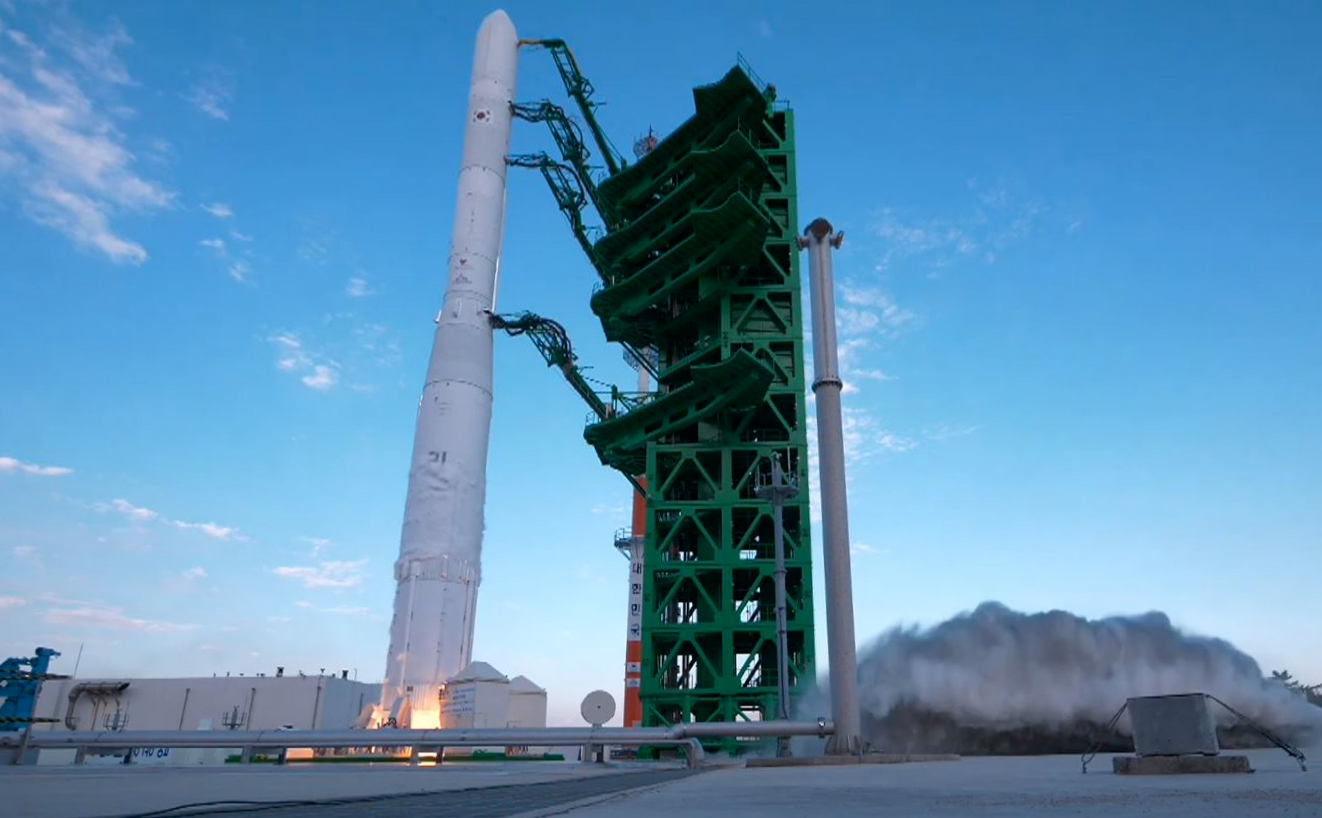
Une aire de lancement (pas de tir) avec la tour ombilicale et le lanceur KSLV-II.

Une tour ombilicale ou mât ombilical est une structure dressée au-dessus d'une aire de lancement pour assurer l'alimentation électrique et en fluides du lanceur jusqu'à son départ. Elle peut être solidaire de la table de lancement sur laquelle repose la fusée ou fixée au sol.

## Fonction
La tour ombilicale assure jusqu'au lancement :
- le remplissage des étages de la fusée en ergols liquides. Celle-ci n'est interrompue qu'au lancement si les ergols sont cryotechniques (hydrogène liquide, oxygène liquide) pour limiter les pertes dues à l'évaporation.
- Les liaisons électriques permettant de contrôler l'état du lanceur et de la charge utile.
- La climatisation de la charge utile.

## Galerie

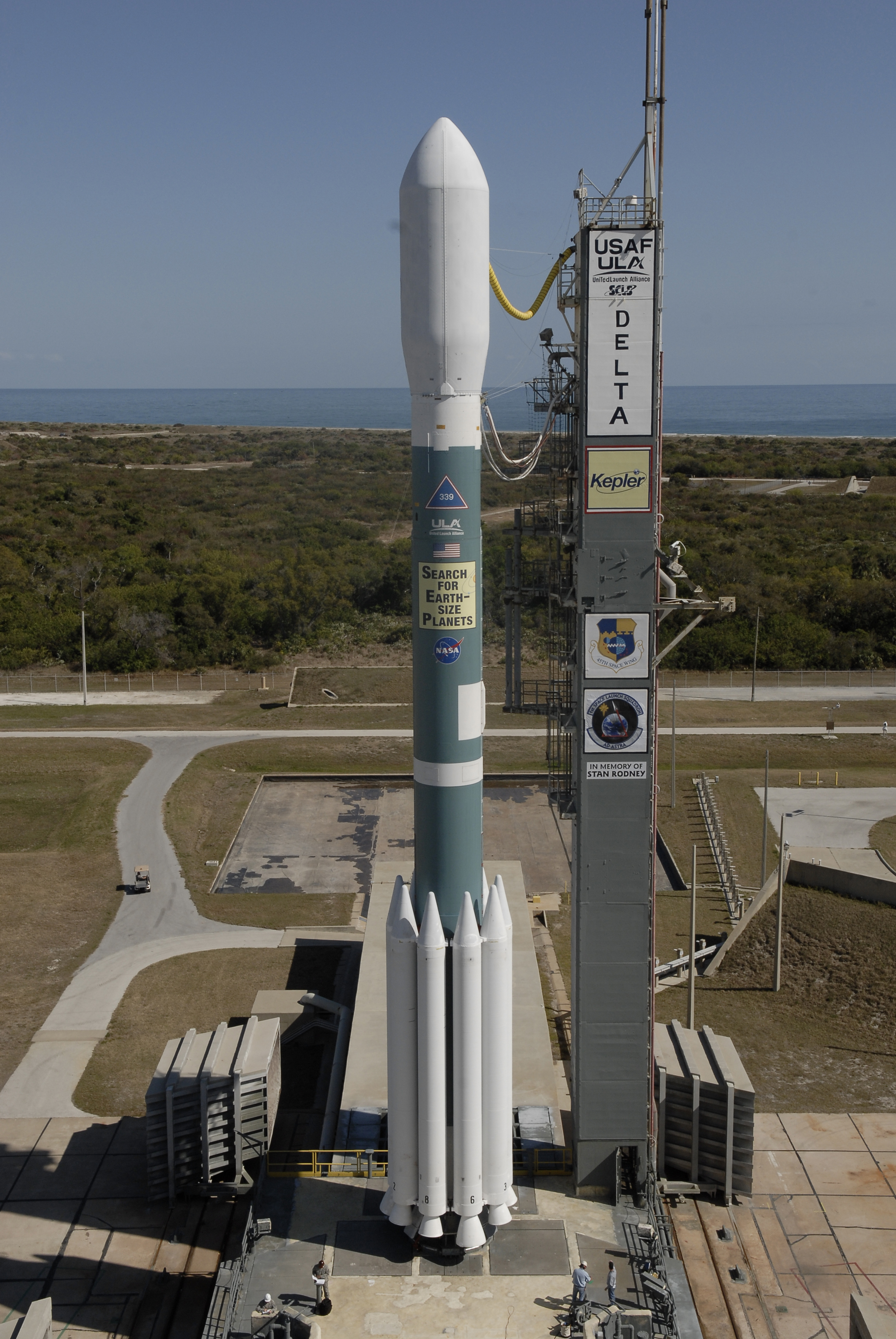
Tour ombilicale Delta II.
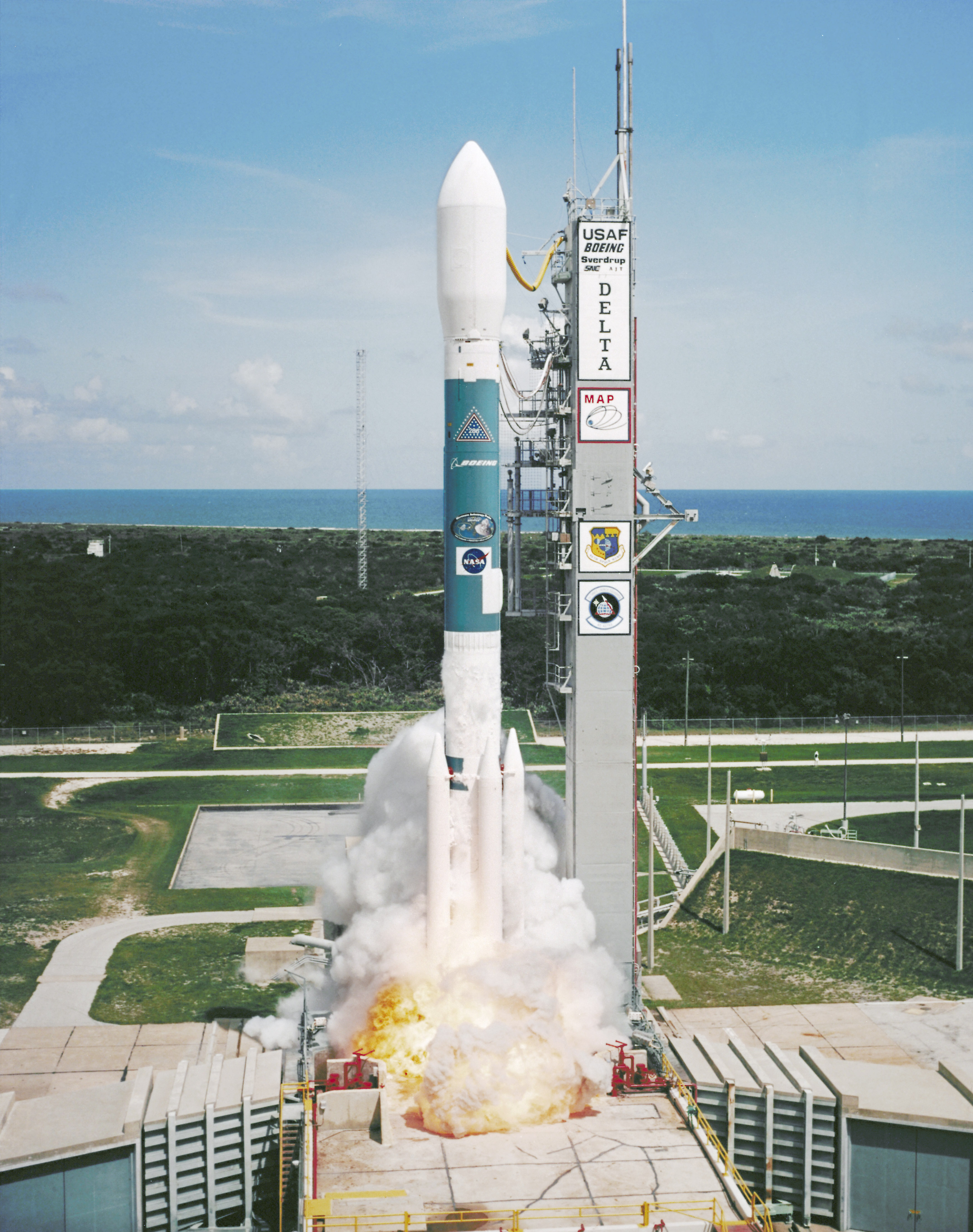
Les liaisons ombilicales sont maintenues jusqu'au lancement (Delta II).
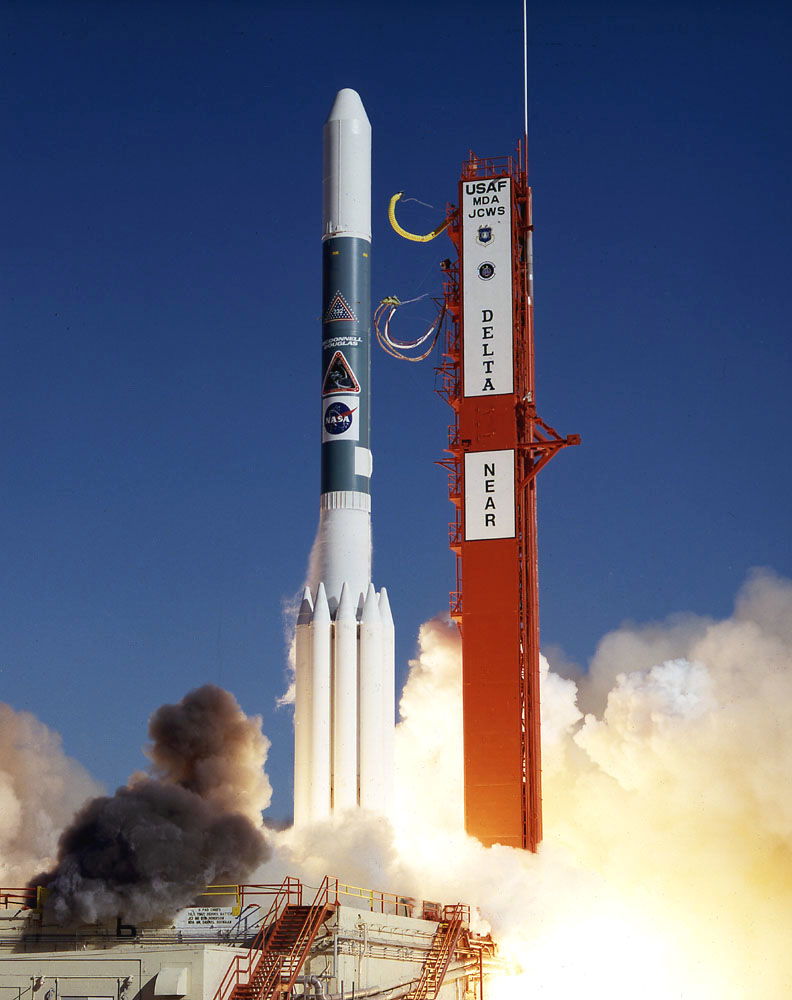
Retrait des liaisons ombilicales.
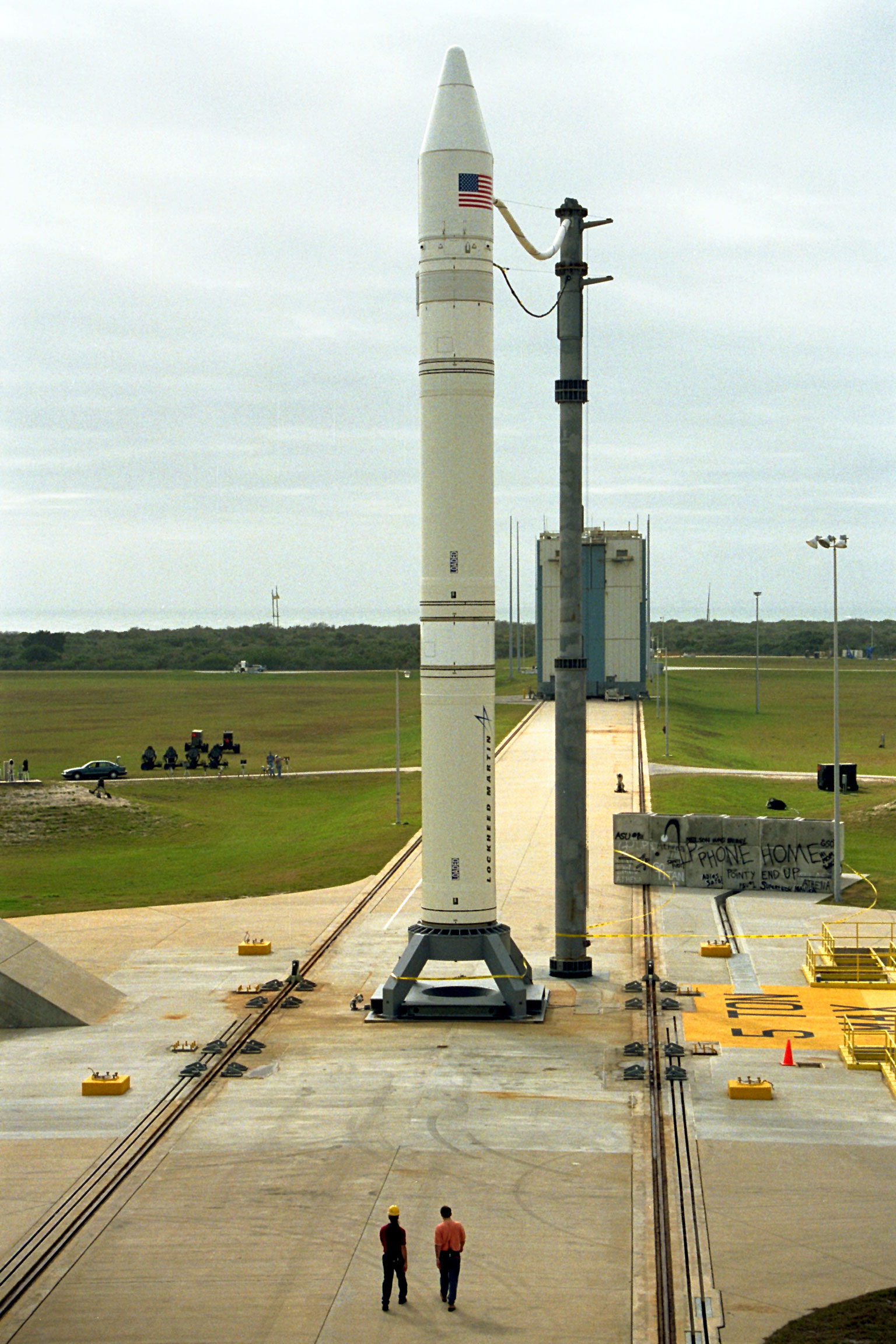
Le mât ombilical du lanceur Athena II est fixé au sol.
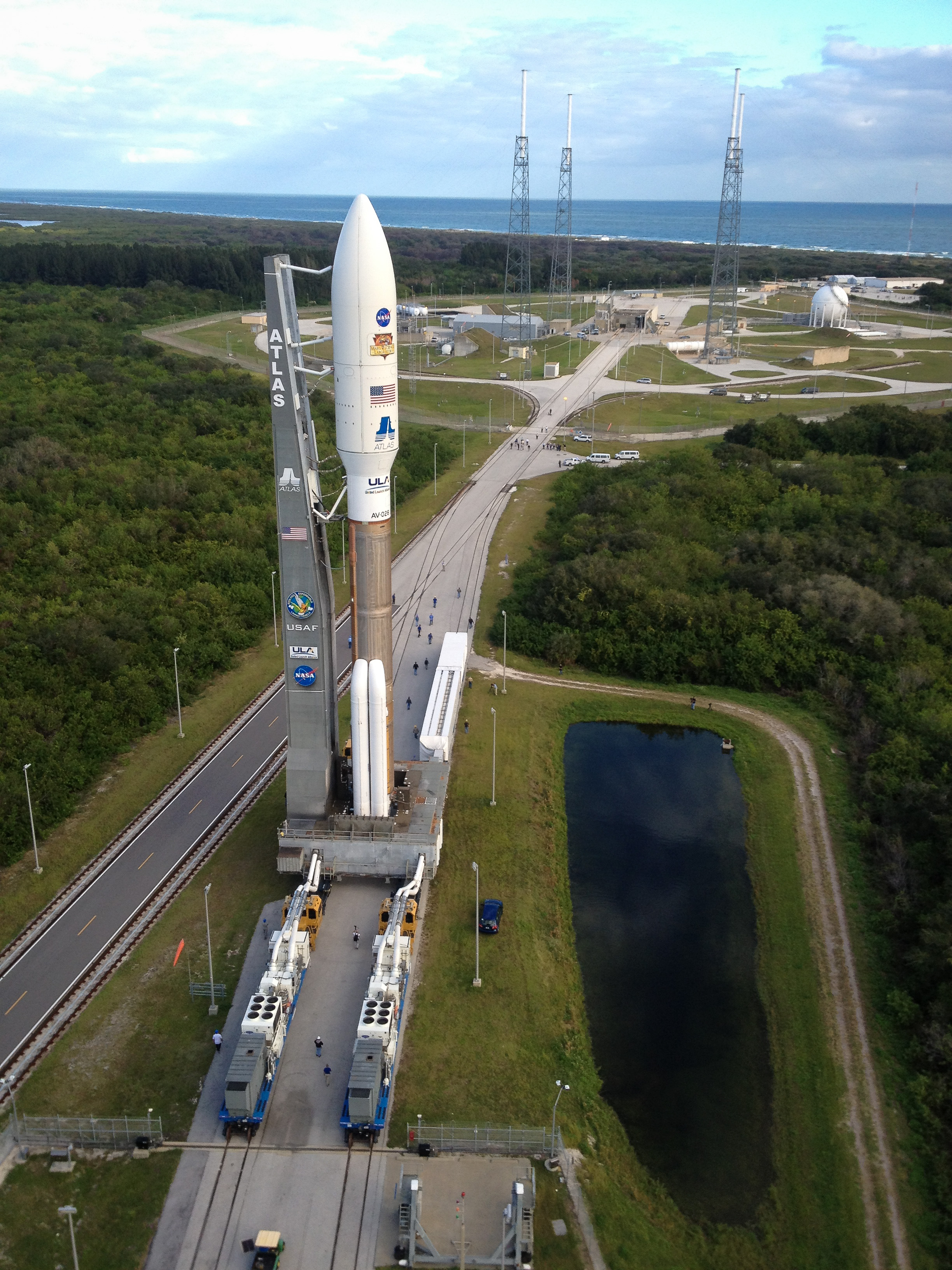
Le mât ombilical de l'Atlas V est solidaire de la table de lancement.